# Landkreis Scharfenwiese

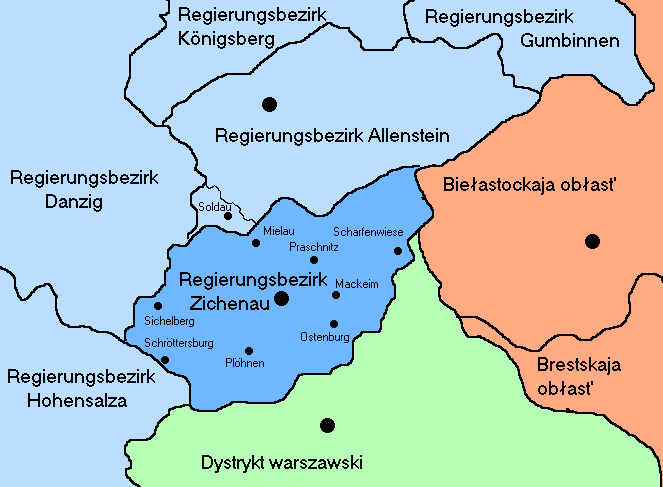
Regierungsbezirk Zichenau

Der Landkreis Scharfenwiese (polnisch Ostrołęka; deutsch Ostrolenka, 1941–1945 Scharfenwiese) bestand zwischen 1939 und 1945 im besetzten Polen. Er umfasste am 1. Januar 1945 zehn Amtsbezirke mit der entsprechenden Anzahl von Städten und Gemeinden.

## Verwaltungsgeschichte

### Polen
Der Landkreis Ostrołęka gehörte bei Beginn des Zweiten Weltkrieges zu Polen und zwar zur Woiwodschaft Warszawa (= Warschau).

### Deutsches Reich
Nach dem Überfall auf Polen wurde zum 26. Oktober 1939 mit anderen Gebieten auch der größte Teil des Powiat Ostrołęcki mit dem Hauptort Ostrołęka völkerrechtswidrig vom Deutschen Reich annektiert und als Teil des neuen Regierungsbezirks Zichenau der Provinz Ostpreußen angegliedert.
Zum 29. Dezember 1939 wurde der Landkreis Ostrołęka zunächst in Ostrolenka und am 21. Mai 1941 in Scharfenwiese umbenannt.
Das Landratsamt war in Ostrolenka/Scharfenwiese.
Zum 1. August 1941 – zeitgleich mit der Bildung des Bezirkes Bialystok – wurden Teile ostwärts der bisherigen Demarkationslinie zur Sowjetunion als neuer Amtsbezirk Troszyn dem Landkreis Scharfenwiese angegliedert. Damit erhielt die Stadt Scharfenwiese nunmehr etwas mehr Hinterland nach Südosten.
Als im August 1944 die Rote Armee bis an das Kreisgebiet vorrückte, wurde der Sitz des Landratsamts aus der Stadt Ostrolenka nach Myszyniec („Mischienietz“) verlegt. Im Januar 1945 besetzte die Rote Armee das Kreisgebiet, womit die deutsche Besatzungszeit endete.

## Landräte

### Landkommissar in Ostrołęka
1939–9999: Renken
1939–9999: Otto Bochum

### Landräte von 1939 bis 1945
1939–1940: Otto Bochum (vertretungsweise)
1940–1943: Hermann Paltinat
1943–1945: Curt Wohlgemuth (vertretungsweise)

## Kommunalverfassung
Nach der völkerrechtswidrigen Eingliederung in das Deutsche Reich wurden alle Städte und Gemeinden in Amtsbezirken zusammengefasst und wurden durch Amtskommissare verwaltet.

## Ortsnamen
Durch unveröffentlichten Erlass vom 29. Dezember 1939 galten vorläufig die bisher polnischen Ortsnamen weiter. Dabei hatte es bis Kriegsende sein Bewenden, mit Ausnahme der offiziellen Umbenennung von Ostrolenka in „Scharfenwiese“.
Die Umbenennung aller Ortschaften war bereits vorbereitet, ist aber nicht mehr durchgeführt worden.